# Carme Serna Far
Carme Serna Far   (Palma, 1981) és una actriu i escriptora mallorquina.
Llicenciada en Interpretació per l'Institut del Teatre de Barcelona, és una de les fundadores de la companyia Disset Teatre. Ha participat en les sèries El cor de la ciutat de TV3 i Llàgrima de sang i Treu Foc d'IB3. En teatre, ha protagonitzat obres com ara Re-Cor, Només quan plou, La comèdia dels erros i La Marató, entre d'altres.
La professió d'actriu va aproximar Serna a l'escriptura. Va ser a partir del confinament de la pandèmia de COVID-19 que es va apuntar a l'Escola d'Escriptura de l'Ateneu Barcelonès, i aleshores començà la seva activitat literària.
El desembre de 2023 fou guardonada amb el Premi Mercè Rodoreda de contes i narracions pel seu debut literari Perdona'm per desitjar-ho tant, publicat per l'Editorial Proa. Va rebre el guardó durant la celebració de la 73a edició de la Festa Òmnium de les Lletres Catalanes en el context de la Nit literària de Santa Llúcia, celebrada al Teatre Nacional de Catalunya. Perdona'm per desitjar-ho tant és una recopilació d'històries protagonitzades per dones en moments vitals diferents que intenten sortir de l'entorn hostil on viuen. El jurat va destacar l'estil expressiu de Serna i la creació d'un univers literari molt propi i singular.